# Перепись населения США

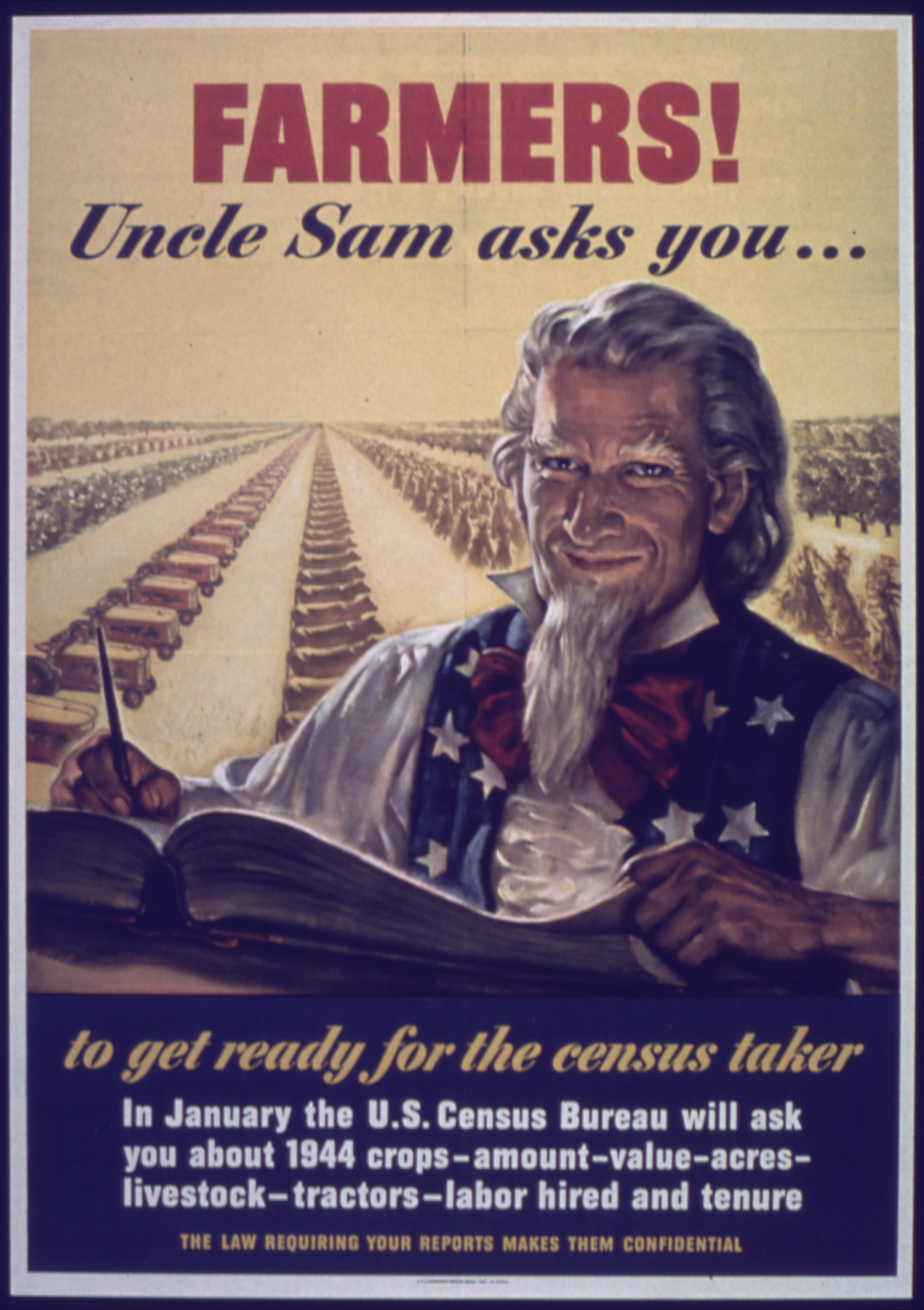
«Фермеры, дядя Сэм просит вас… подготовиться к переписи» — плакат времён Второй мировой войны

Пе́репись населе́ния США — перепись населения, проводимая в Соединённых Штатах Америки каждые десять лет. Ответственность за организацию и проведение переписи несёт Бюро переписи населения США.

## История
Статья 1 Конституции Соединенных Штатов предусматривает, что перепись населения должна происходить не реже одного раза в десять лет. От этого зависит число мандатов от каждого штата в Палате представителей и в Коллегии выборщиков. Перепись производится каждые 10 лет в годах оканчивающихся нулём (2010, 2020) и называется «десятилетней». Раздел 13 Кодекса Соединённых Штатов описывает процедуру проведения переписи и обработки данных.
Первая перепись была проведена в 1790 году при Джордже Вашингтоне.
С 1790 до 1840 годов перепись проводилась силами шерифов. С 1840 года возник центральный офис переписи, который действовал только во время десятилетней переписи. Большую роль в переписи населения приобретённой Аляски сыграл исследователь и  русский переводчик Иван Петров. В 1890 году впервые при переписи использовали электрическую табулирующую машину Германа Холлерита для обработки результатов.

## Результаты переписей
- 1790 — 3 929 214,
- 1800 — 5 236 631,
- 1810 — 7 239 881,
- 1820 — 9 638 453,
- 1830 — 12 866 020,
- 1840 — 17 069 453,
- 1850 — 23 191 876,
- 1860 — 31 443 321,
- 1870 — 38 558 371,
- 1880 — 49 371 340,
- 1890 — 62 979 766,
- 1900 — 76 212 168,
- 1910 — 92 228 496,
- 1920 — 106 021 537,
- 1930 — 123 202 624,
- 1940 — 132 164 569,
- 1950 — 151 325 798,
- 1960 — 179 323 175,
- 1970 — 203 211 926,
- 1980 — 226 545 805,
- 1990 — 248 709 873,
- 2000 — 281 421 906,
- 2010 — 308 745 538,[3]
- 2020 — 331 449 281.[4]

## Публикация результатов
После проведения переписи публикуются обобщённые статистические результаты, которые не содержат персональных данных граждан. Через 72 года после переписи закон разрешает публиковать полную информацию, полученную в результате переписи.
2 апреля 2012 года на сайте Национального архива США выложены почти 4 миллиона сканированных копий опросных листов переписи населения США 1940 года, которые содержат информацию о 132,2 миллионах американцев.